# Psara rubricostalis
Psara rubricostalis is een vlinder uit de familie van de grasmotten (Crambidae), uit de onderfamilie van de Spilomelinae. De wetenschappelijke naam van deze soort is voor het eerst gepubliceerd in 1924 door Antonie Johannes Theodorus Janse.
De soort komt voor in Indonesië (Papoea) en Japan.